# Barrage de Nergizlik
Le barrage de Nergizlik est un barrage en Turquie.

## Sources
- (tr) « Nergizlik Barajı », sur Agence gouvernementale turque des travaux hydrauliques (DSİ)